# Jajo mezolecytalne
Jajo mezolecytalne, średniożółtkowe – komórka jajowa o średniej zawartości substancji odżywczych (żółtka). Podczas bruzdkowania część zawierająca żółtko dzieli się wolniej na większe komórki, a część bez żółtka szybciej na mniejsze komórki. Ten typ jaj występuje np. u płazów, owadów,
nicieni i ryb chrzęstnoszkieletowych.